# La señorita Julia
La señorita Julia (en sueco, Fröken Julie) es una obra de teatro naturalista escrita en 1888 por August Strindberg, que trata las clases sociales, el amor, la lujuria y la batalla de los sexos con un fuerte toque de determinismo.

## Reseña
En la noche de Midsommar (Noche de San Juan) de 1894, en la hacienda de un conde en Suecia, la joven noble Julia, que intenta escapar de una existencia llena de costumbres sociales y pasar un buen rato, decide ir a bailar a la fiesta de los sirvientes, donde seduce a un lacayo llamado Juan. Esa noche Juan y Julia consuman su amor, algo que resulta dramático para Julia, quien ve mancillada su posición social, al haberse relacionado con un criado. Juan la convence diciéndole que la única manera de escapar de su apuro es el suicidio. La acción tiene lugar en la cocina del señorío del padre de Julia, donde la novia de Juan, una sirvienta llamada Christina, cocina y a veces duerme mientras Juan y la señorita Julia hablan.
La lucha de clases y el poder están muy presentes en la obra. Julia ejerce poder sobre Juan, porque es de una clase social más alta; sin embargo, Juan tiene el poder sobre esta, porque es un hombre. El conde, el padre de la señorita Julia (un personaje que no aparece en escena), ejerce el poder sobre ambos personajes porque es un hombre noble, el patrón de Juan y el padre de la señorita Julia.

## Personajes

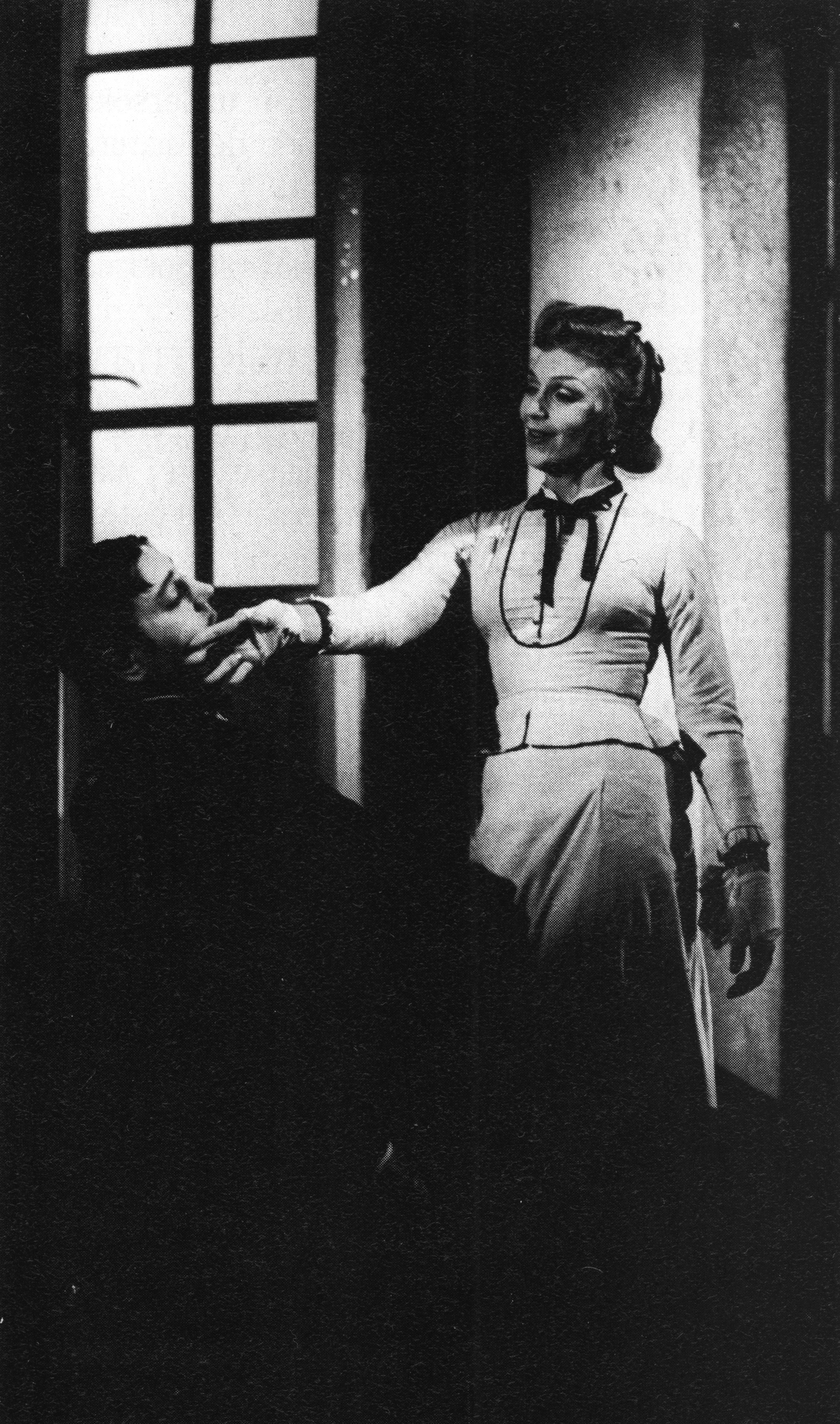
Escena de La señorita Julia de Strindberg con Inga Tidblad y Ulf Palme como Julie y Jean.

Julia: Hija de un conde propietario de una hacienda y una campesina. Es una mujer de voluntad firme, aunque caprichosa e insatisfecha. Fue criada por su difunta madre para que pensase y actuase como un hombre.
Juan: Criado del conde. Dice que ha estado enamorado de la señorita Julia desde que la vio en distintas ocasiones cuando esta aún era una niña. Dejó la ciudad e hizo numerosos viajes, trabajando en varios empleos diferentes a su paso, antes de trabajar para el conde.
Tiene las aspiraciones de elevarse de posición social y llevar su propio hotel (siendo la señorita Julia parte de su plan). Es tan amable como despiadado. Su comportamiento cambia instantáneamente al ver las botas o los guantes del conde, siendo servil y amable.
Cristina: Es la cocinera del hogar del conde, mujer muy religiosa y aparentemente prometida a Juan.
El conde: Es el padre de la señorita Julia. Nunca sale al escenario, pero sus guantes y sus botas están en este, como recordatorio de su presencia y poder.

## Adaptaciones
- En 1947 se estrenó el filme argentino El pecado de Julia, dirigido por Mario Soffici y protagonizado por Amelia Bence como Julia y Alberto Closas como el criado Juan.
- En 1951, Alf Sjöberg dirigió la película Fröken Julie.
- En 1965 la obra fue adaptada para la ópera, por Ned Rorem.
- En 1972, John Glenister y Robin Phillips dirigieron una versión para televisión, con Helen Mirren en el papel de Julia y Donald McCann como Juan.
- En 1986, Bob Heaney y Mikael Wahlforss dirigieron una versión televisiva, situada en Sudáfrica en los años 80 del siglo XX, donde los dos personajes protagonistas fueron separados por sus razas, así como por su clase social y género. Sandra Prinsloo hizo el papel de Julia y John Kani el de Juan.
- En 1987, Michael Simpson dirigió una versión televisiva, en la cual Patrick Malahide actuó como Juan y Janet McTeer como Julia.
- En 1999, Mike Figgis dirigió la versión cinematográfica britano-estadounidense adaptada por Helen Cooper "Miss Julie" protagonizada por Saffron Burrows y Peter Mullan.
- En 2014, la directora sueca Liv Ullmann dirigió una nueva versión cinematográfica, con Jessica Chastain como Julia, Colin Farrell como Juan (John) y Samantha Morton como Christina (cambiado a Kathleen en la película).

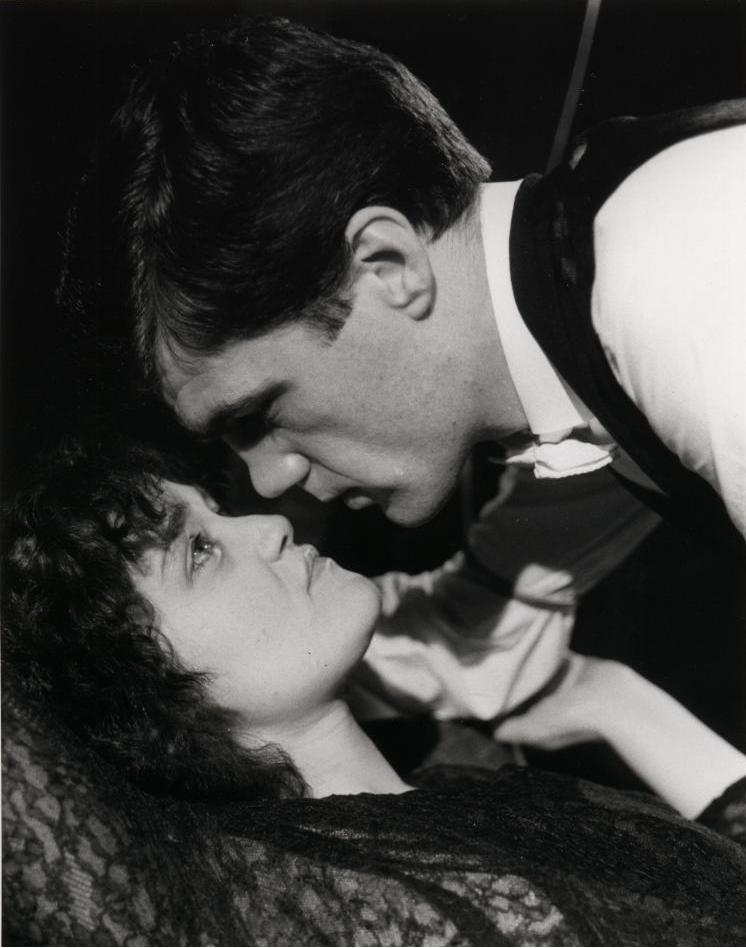
Angelique Rockas as Miss Julie and Garry Cooper as Jean, Internationalist Theatre, London, 1982

## Representaciones en castellano
- En 1947, la obra fue llevada al cine en Argentina con la dirección de [[Mario Sóffichi]] y las actuaciones de [[Amelia Bence]] y [[Alberto Closas]] en los papeles de Julia y Juan.￼
- En 1961, se representó en España, con dirección de Miguel Narros e interpretación de Margarita Lozano y Silvia Roussin.
- En 1970, Televisión española realizó una adaptación con Nuria Torray, Fernando Guillén y Margarita Calahorra.
- En 1973, hubo una nueva versión en los escenarios madrileños, con dirección de Adolfo Marsillach e interpretación de Amparo Soler Leal, Julio Núñez y Charo Soriano.
- En 1984 el montaje es protagonizado por Cristina Collado, Joaquín Climent y Cristina Higueras.
- En 1993, se restrena en España, con actuación de José Coronado y Magüi Mira en versión de José Sanchís Sinisterra.
- En 2002, sube de nuevo a los escenarios españoles, con Alicia Borrachero, Javier Albalá y Catalina Llado.
- En 2008, Miguel Narros volvió a dirigir un montaje, con María Adánez, Raúl Prieto y Chusa Barbero.
- En 2010, se realizó el montaje de la obra en el Teatro La Plaza con las actuaciones de Fiorella de Ferrari y Bruno Odar
- En 2016, se realizó el montaje de la obra en el Teatro Municipal General San Martín y en el Centro Cultural de Cooperación Floreal Gorini, tanto como en el Excéntrico de la 18°, con actuaciones de Belén Blanco, Susana Brussa y Diego Echegoyen, bajo la dirección de Cristina Banegas y con adaptación de Alberto Ure.
- En 2018, el grupo Mai Més Teatre (fundado por estudiantes de la localidad alicantina de Altea en 2010) estrenó una nueva versión de la obra de Strindberg en el Palau de Altea.Esta adaptación de Gadea Reis, Ludovico Pujía y Paula Giménez parte de una visión más contemporánea y feminista de los personajes. La crítica local destacó la conmovedora interpretación de sus jóvenes protagonistas y la honestidad y sencillez de la puesta en escena.
- En septiembre de 2018 es estrena en San Salvador, El Salvador la Versión "La Señorita" dirigida por: Fernando Umaña con las actuaciones de Rebeca Dávila Dada y René Lovo, producida por La Galera Teatro y en homenaje a la legendaria actriz salvadoreña Isabel Dada.
- En noviembre de 2022 se estrena en Cusco, Perú la versión "July" dirigida por Daniel Ascencio, con las actuaciones de Nia Aragón, Abigail Condori y Anthony Vargas; con la producción de Ilusión Colectiva Teatro.